# Japalura hamptoni
Japalura hamptoni är en ödleart som beskrevs av Smith 1935. Japalura hamptoni ingår i släktet Japalura och familjen agamer. Inga underarter finns listade i Catalogue of Life.
Arten förekommer i norra Myanmar. Honor lägger ägg.